# إدوارد دبليو. هاردي
إدوارد دبليو. هاردي (بالإنجليزية: Edward W. Hardy)‏ هو ملحن وعازف أمريكي، ولد في 12 يناير 1992 في مانهاتن في الولايات المتحدة.

## وصلات خارجية
- الموقع الرسمي
- إدوارد دبليو. هاردي على موقع IMDb (الإنجليزية)
- إدوارد دبليو. هاردي على موقع ميوزك برينز (الإنجليزية)
- إدوارد دبليو. هاردي على موقع أول ميوزيك (الإنجليزية)
- إدوارد دبليو. هاردي على موقع ديسكوغز (الإنجليزية)
- إدوارد دبليو. هاردي على موقع قاعدة بيانات الفيلم (الإنجليزية)
- إدوارد دبليو. هاردي على موقع كينوبويسك (الروسية)